# الاتحاد اللوثري العالمي
الاتحاد اللوثري العالمي (بالإنجليزية: LWF: The Lutheran World Federation)‏ هي منظمة تضم مجموعة من الكنائس المسيحية ذات التراث اللوثري. اسست في السويد عام 1947 والاتحاد يضم اليوم 140 كنيسة عضو من 79 دولة حول العالم تمثل أكثر من 70 مليون مسيحي. يرأس الاتحاد منذ عام 2010 المطران الفلسطيني الاصل منيب يونان.

## الإيمان
بحسب موقعه الرسمي فإن الاتحاد يحدد شكل إيمان كنائسه الأعضاء على النحو التالي:
يعترف الاتحاد اللوثري العالمي بالكتاب المقدس بعهديه القديم والجديد كمصدر ومعيار وحيد للعقيدة وللحياة والخدمة. وترى العقائد المسكونية الثلاث وإقرارات الكنيسة اللوثرية (خاصة إقرار أوغسبورغ) والتعليم الديني البسيط لمارتن لوثر كتفسير وعرض نقي لكلمة الله. تعترف الكنائس الأعضاء في الاتحاد بالله المثلث الاقانيم وبكنيسة واحدة مقدسة جامعة ورسولية وتسعى لخدمة الوحدة المسيحية في جميع أرجاء العالم. يعمل الاتحاد بالنيابة عن أعضاءه من الكنائس في المجالات ذات الاهتمام المشترك كالإعلام والعلاقات المسكونية وحقوق الإنسان والمساعدات الإنسانية بالإضافة للدراسات اللاهوتية وبكل مايتعلق بالعمل الإرسالي والتنمية.

## الهيكل التنظيمي
الجمعية التشريعية هي أعلى هيئة لصنع القرار في الاتحاد ويتم لم شملها بالأحوال العادية مرة كل ست سنوات. وبين كل انعقاد للجمعية تدار شؤون الاتحاد بواسطة مجلس يجتمع مرة واحدة كل 12 أو 18 شهر وبواسطة لجنته التنفيذية التي تعمل أيضا كمجلس للأمناء. يضم المجلس رئيس الاتحاد وأمين الصندوق و48 عضو يتم انتخابهم من قبل الجمعية التشريعية.
يقع مقر الأمانة العامة للاتحاد في المركز المسكوني في جنيف في سويسرا حيث يعمل على توطيد التعاون المشترك مع مجلس الكنائس العالمي وغيره من الاتحادات المسيحية الدولية والمنظمات العلمانية.

## مواضيع ذات صلة
- اللوثرية